# Кони (деревня)
Кони — деревня в Княжпогостском районе республики Коми в составе сельского поселения Туръя.

## География
Находится на правом берегу реки Вымь на расстоянии примерно 34 км на север-северо-запад по прямой от центра района города Емва.

## История
Известна с 1608 года как деревня Норовская с дворами. К 1646 году в Норовской остался лишь 1 жилой двор. С 1710 года деревня уже называется Кони, в 1719 в ней имелось 7 дворов. В 1784 г здесь имелось уже 38 дворов, 232 жителя, в 1854 (Конская) 49 дворов и 358 жителей. В 1903 году была построена церковь (сгорела в 2002 году). Работал колхоз «Выль олöм». Деревня делится на два конца Вей-Кони и Яг-Шöр (бывшие до 1977 отдельными населенными пунктами).

## Население
| 2010 |
| ---- |
| 33   |

Постоянное население составляло 78 человек (коми 85 %) в 2002 году.